# Adriaan Kommers
Adriaan Kommers (Raamsdonk, 25 april 1786 - Bergen op Zoom, 28 oktober 1854) was een Nederlands waterbouwkundige en landmeter. Hij werkte als landmeter bij waterstaat en het kadaster. Hij solliciteerde in 1816 bij Jan Blanken naar een baan als waterbouwkundige binnen de waterstaat. Het is niet bekend of hij aan Blanken vertelde dat hij alleen maar verificateur-landmeter bij het kadaster was. Blanken droeg hem voor als ingenieur 1e klasse in de functie ingenieur-verificateur. Zijn benoeming ging 1 januari 1817 in. Hij werd belast met verificatiewerk in het zuidelijk arrondissement van Noord-Holland, met standplaats Haarlem. Van hem wordt verhaald, dat hij, voor den dienst op het eiland Urk komend, geregeld na gebruik van een déjeuner, hem door den aannemer geleverd, het servies in zijn koffer pakte; de aannemer zal zich hiervoor wel schadeloos hebben gesteld.
Toen in 1822 op aandrang der Belgen voor  alle Belgische provincies afzonderlijke Rijks- en provinciale diensten werden ingesteld, werd de provinciale dienst in Noord-Holland met ingang van 1 juli van dat jaar aan Kommers opgedragen. Omdat de provincie Noord-Holland nagenoeg geen werken onder haar beheer had, was dit een heel eenvoudige dienst. 
Hij werd hij met ingang van 1 juli 1823 benoemd tot hoofdingenieur 2e klasse en belast met de provincie Drenthe, met standplaats Assen als opvolger van Arie Christiaan Kros. Hij moest daar, net als zijn voorganger, ook de dienst van ingenieur waarnemen. Dit duurde tot 1 september 1842, toen de ingenieur J. Strootman aan hem werd toegevoegd. Toen deze naar Zeeland verplaatst werd, verzocht Kommers, dat zijn schoonzoon, de ingenieur J.A. van Dorth, in Assen als ingenieur geplaatst zou worden. Dit gebeurde met ingang van 1 december 1845. Deze beide heren waren een groot gedeelte van het jaar  bezig met reizen door Drenthe. In dit verband werd gezegd dat zij ook reizen declareerden die ze helemaal niet gemaakt hadden, bijv. op de 31e van een maand met 30 dagen. Bij de eerstvolgende reorganisatie van Rijkswaterstaat werden zowel Kommers als Van Dorth in 1849 ontslagen. Het zat Rijkswaterstaat niet mee met de persoonlijkheden die zij uitkozen voor Drenthe. Zowel Kros als Kommers waren niet geliefd. 

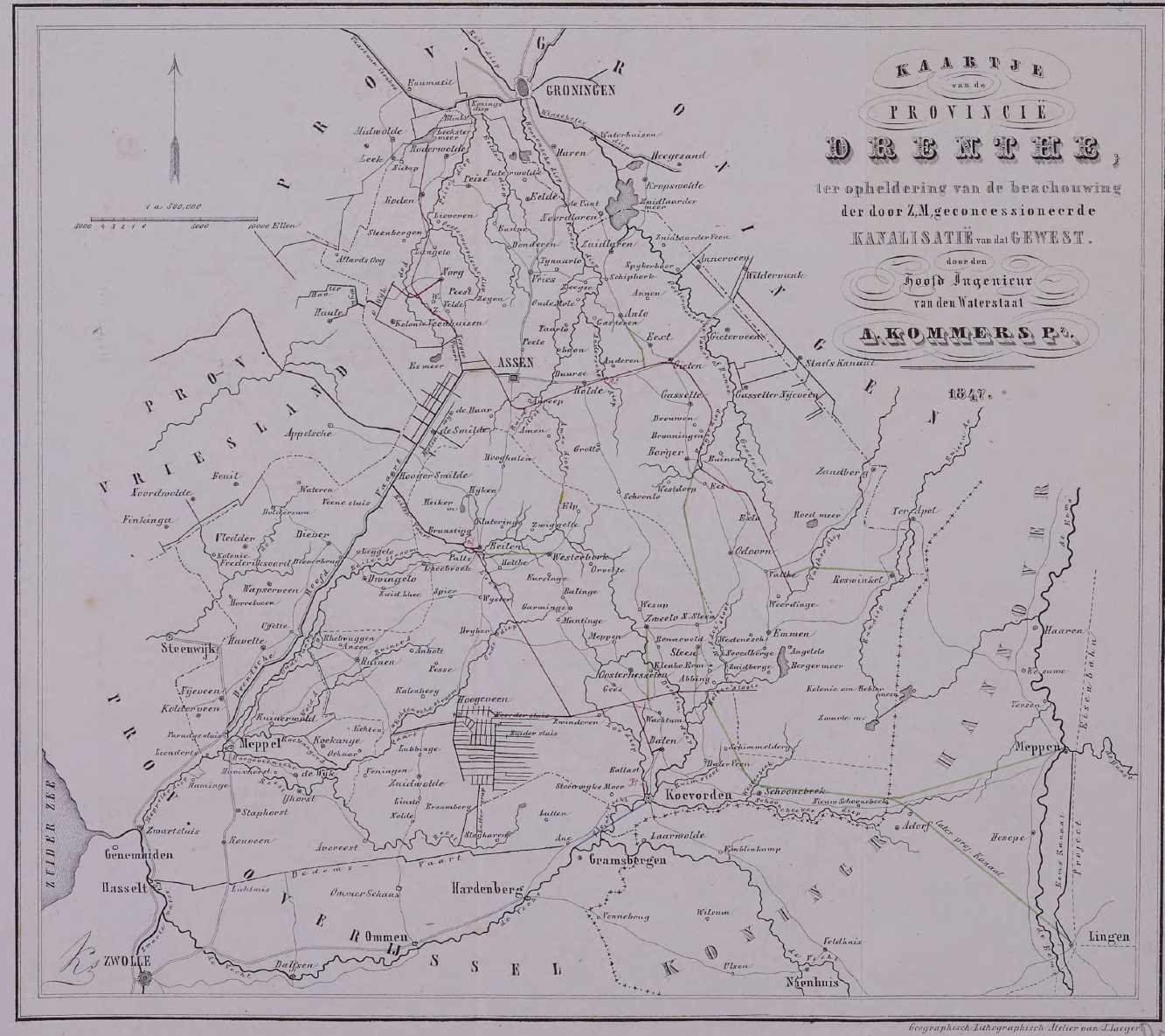
Kanalen in Drenthe, uit een publicatie van Kommers

In 1838 ontwierp hij een plan voor een binnenvaartweg van Amsterdam naar Groningen via de Drentsche Hoofdvaart tussen Meppel en Assen (aangelegd in de 17e en 18e eeuw), de daaraan grenzende Norgervaart tussen Kloosterveen en Huis ter Heide (1816). Vanaf Huis ter Heide zou een kanaal moeten worden gegraven tot aan het Leekstermeer, dat via de Munnikesloot, De Gave en het Hoendiep de verbinding vormen kon naar de stad Groningen. Dit kanaal zou vanaf Huis ter Heide eerst moeten worden gegraven in de richting van het plaatsje Een via Westervelde en Zuidvelde. Ten oosten van Een zou het kanaal dan parallel aan het tracé van het Groote Diep moeten worden voortgezet tot vlak voor de aansluiting met het Oostervoortsche Diep, alwaar het Groote Diep zou moeten worden overgestoken richting Roden; via het later aangelegde Mensingerbos naar de Norgerweg en vervolgens in Roden via de Brink (waar een zwaaikom zou moeten komen), de Raadhuisstraat en de Kanaalstraat verder naar het Leekstermeer. In 1848 is men wel met een stukje begonnen, maar wegens geldgebrek snel gestopt. De huidige Rodervaart van Roden naar het Leekstermeer is het enige gerealiseerde stukje.  
In 1847 schreef hij een verhandeling over het voornemen om de Dedemsvaart te verlengen vanuit Overijssel naar Coevorden. Naar zijn mening zou dat een ramp voor Drenthe zijn.  
In 1843 kreeg Kommers in verband met het bezoek van koning Willem II aan Assen een lintje. Hij werd ridder in de Orde van de Nederlandse Leeuw. In de Staatscourant werd dit fout opgenomen en vermeld dat hij de Militaire Willems-Orde gehad zou hebben, hetgeen tot veel hilariteit onder collega's leidde, omdat Kommers heel dik was, en dus alles behalve een krijgsheld.
- Biografisch Portaal: 73680103
- Digitale Bibliotheek voor de Nederlandse Letteren: komm003
- International Standard Name Identifier: 0000 0003 9231 9432
- Nederlandse Thesaurus van Auteursnamen: 074339036
- Virtual International Authority File: 282505667
- WorldCat: E39PCjDhr7hMJkPg96dk9B8JMq